# Vireux-Molhain
Vireux-Molhain is een gemeente in het Franse departement Ardennes (regio Grand Est). De plaats maakt deel uit van het arrondissement Charleville-Mézières. Vireux-Molhain telde op 1 januari 2022 1.482 inwoners.

## Geografie
De oppervlakte van Vireux-Molhain bedroeg op 1 januari 2022 8,29 vierkante kilometer; de bevolkingsdichtheid was toen 178,8 inwoners per km². Vireux-Molhain ligt in de Vinger van Givet, een strook van 25 km lang en 10 km breed die aan drie zijden wordt omsloten door België. Het dorp ligt aan de linkeroever van de Maas op de plek waar het riviertje de Viroin in de Maas stroomt. Aan de overzijde van de Maas ligt Vireux-Wallerand. De berg Vireux domineert de omgeving die pays de Vireux of Viroquois wordt genoemd. Ook de inwoners van beide dorpen worden met Viroquois aangeduid.
De onderstaande kaart toont de ligging van Vireux-Molhain met de belangrijkste infrastructuur en aangrenzende gemeenten.

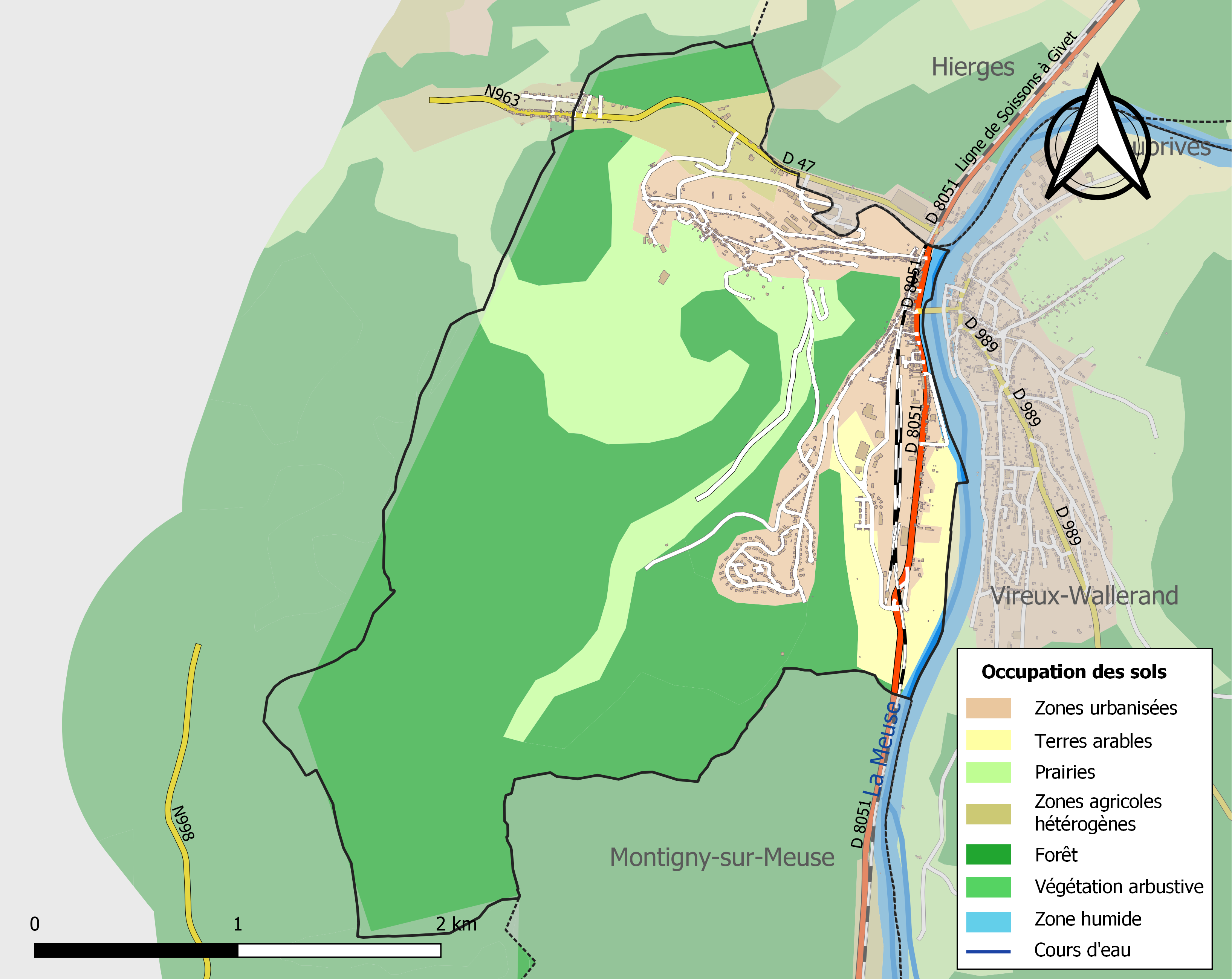

## Geschiedenis
Restanten van ovens, metaalslakken en tekenen van permanente bewoning geven aan dat op deze plaats al in de eerste eeuw ijzerbewerkende industrie gevestigd was. Waarschijnlijk ter verdediging van deze economische activiteiten en om het verkeer over de Maas te bewaken, werd in de derde eeuw begonnen met het aanleggen van militaire versterkingen op de berg Vireux. Nadat de militaire functie van dit Romeins-Frankische kamp in de vierde eeuw verloren gaat, blijft de berg Vireux nog bewoond tot het midden van de vijfde eeuw. In de Middeleeuwen wordt de berg opnieuw versterkt. In deze periode ontstaan ook de drie dorpen Molhain, Vireux-Wallerand en Vireux-Saint-Martin. De kapittelkerk Saint-Ermel dateert uit de Karolingische tijd, de crypte is het oudste gedeelte (achtste eeuw).
Molhain wordt voor het eerst genoemd in 1180 als Molenhaen. In de 13e eeuw wordt het dorp ook wel aangeduid als Molehen, Molehem, Molehaing of Molehein. De naam is samengesteld uit het Romeinse molina (molen) en het Germaanse ham (landtong uitspringend in inundatiegebied, vooral van rivieren).
Vondsten wijzen erop dat het kasteel door brand is verwoest aan het einde van de veertiende eeuw. Hoewel hiermee de militaire aanwezigheid op de berg Vireux eindigt, varen de drie dorpen wel onder bestuur van het prinsbisdom Luik.

## Demografie
Onderstaande figuur toont het verloop van het inwonertal (bron: INSEE-tellingen).
Vanwege een beveiligingsprobleem met de MediaWiki Graph-software is het momenteel niet mogelijk deze grafiek weer te geven. Zodra de software is bijgewerkt zal de grafiek vanzelf weer zichtbaar worden.

## Afbeeldingen

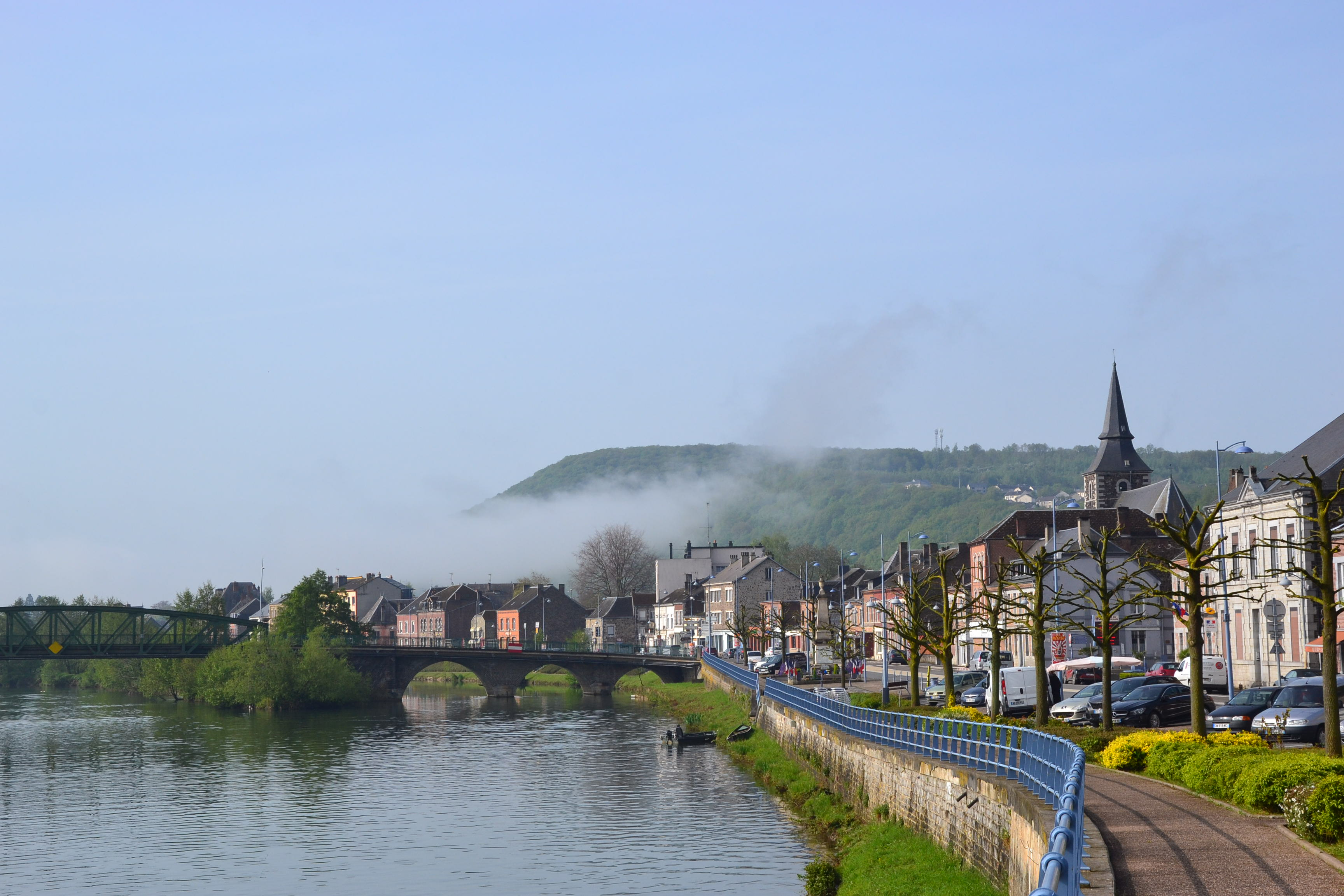
Vireux-Molhain en de Maas
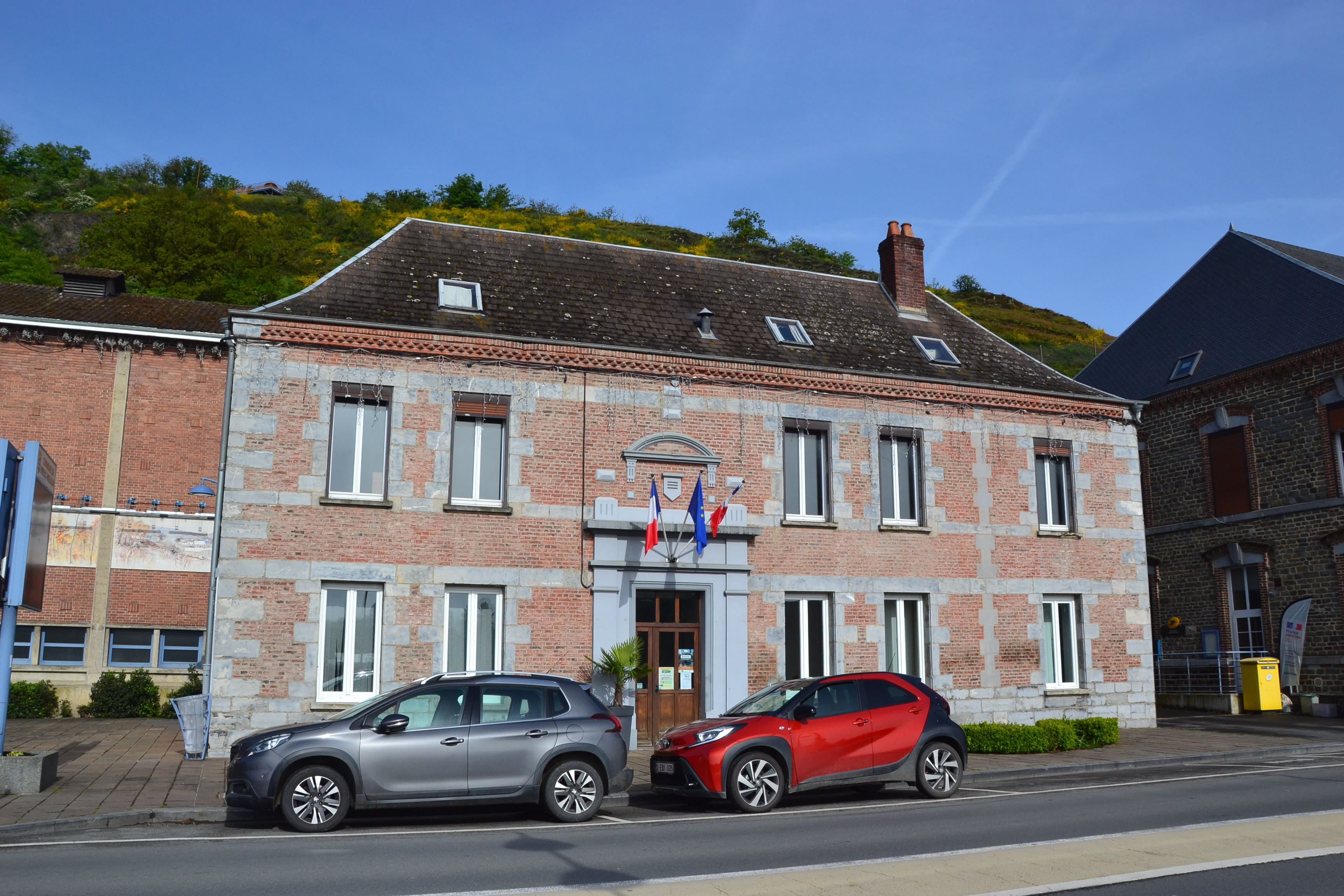
Gemeentehuis